# کارا دیوگاردی
کارا الیزابت دیوگاردی (به انگلیسی: Kara Dioguardi) (زادهٔ ۹ دسامبر ۱۹۷۰) آهنگساز، خواننده، ترانه‌سرا و مجری تلویزیون اهل نیویورک آمریکاست. سبک اصلی آهنگ‌های او پاپ راک، دنس و آر اند بی است. کارا با خوانندگان معروف و پرطرفداری همکاری کرده‌است و آهنگسازی برای بیش از ۱۲۰ آلبوم را بر عهده داشته‌است. کارا همچنین به‌عنوان داورِ دوره‌های هشتم و نهم از مجموعه برنامه‌های آمریکن آیدل بوده‌است.

## آلبوم‌ها
- ۱۹۹۹: Mad Doll
- ۲۰۰۶: Make Believe
- ۲۰۰۷: Platinum Weird
- ۲۰۱۰: WaterSparks